# 匙吻鲟科
匙吻鲟科（學名：Polyodontidae）的鱼目前世界上现存仅一属一种，即生活在密西西比河里的匙吻鲟。而生活在长江中的白鲟则已经宣告灭绝。
匙吻鲟科无骨板无鳞，口大無「鬚」，吻突向前突出几乎达身长的一半。匙吻鲟的吻是桨状的，而白鲟的吻部则平直如剑，因此又被称为“象鼻鲟”。